# Аеролоція
Аероло́ція — докладний опис району дії авіації або повітряної лінії (траси).
До аеролоції входять:
1. кліматичний та фізико-географічний опис району або траси;
2. опис орієнтирів, які видно з літака;
3. відомості про аеродроми і посадочні майданчики;
4. відомості про метеостанції та засоби земного забезпечення літаководіння.